# کوه گوانین (تایپه جدید)
کوه گوانین (به لاتین: Mount Guanyin) یک کوه در تایوان است که در نیو تایپه واقع شده‌است. کوه گوانین ۶۱۶ متر بالاتر از سطح دریا واقع شده‌است.